# Sternocera sternicornis
Sternocera sternicornis es una especie de escarabajo del género Sternocera, familia Buprestidae. Fue descrita científicamente por Linnaeus en 1758.

## Descripción
Puede alcanzar una longitud de unos 45 milímetros (1,8 pulgadas). El color básico de los élitros es verde brillante metálico, con pequeñas manchas oculares amarillas o de color ceniza. Dos manchas más grandes están presentes en la base de los élitros. La superficie del tórax está cubierta de pinchazos profundamente impresos. Las antenas y los tarsos son negruzcos.

## Distribución geográfica
Habita en la India, Sri Lanka y Tailandia.